# Gonzalo Gil García
Gonzalo Gil García (Santander, 9 de julio de 1944-Madrid, 24 de febrero de 2023) fue un economista español. Fue subgobernador del Banco de España entre 2000 y 2006 con Jaime Caruana como gobernador.

## Biografía
Se licenció en Ciencias Económicas por la Universidad de Madrid. En 1966 asistió a los seminarios organizados por Enrique Ruano. En 1968 entró como titulado del servicios de estudios del Banco de España dentro de la sección de investigación económica. Posteriormente pasaría a la jefatura de Operaciones Exteriores y a la Dirección General de Operaciones (1989 y 2000).
El 25 de septiembre de 2008 fue nombrado consejero de Banco Pastor, tras cumplir el periodo de incompatibilidad de dos años, en sustitución de Alfonso Porras. Ese mismo año fue elegido como representante español en la Federación Bancaria Europea para defender los intereses de los bancos ante la Comisión Europea a la hora de legislar.

## Publicaciones
- La crisis, el eterno retorno. Marcial Pons. 2011. ISBN 9788497689052.